# Алту-Меарін-і-Гражау (мікрорегіон)
Алту-Меарін-і-Гражау (порт. Microrregião do Alto Mearim e Grajaú) — мікрорегіон в Бразилії, входить в штат Мараньян. Складова частина мезорегіону Центр штату Мараньян. Населення становить 283 974 чоловік на 2006 рік. Займає площу 36 683,828 км². Густота населення — 7,7 чол./км².

## Склад мікрорегіону
До складу мікрорегіону включені наступні муніципалітети:
1. Арамі
2. Барра-ду-Корда
3. Фернанду-Фалкан
4. Формоза-да-Серра-Негра
5. Гражау
6. Ітайпава-ду-Гражау
7. Женіпапу-дус-Віейрас
8. Жозеландія
9. Санта-Філомена-ду-Мараньян
10. Сітіу-Нову
11. Тунтун

| Бразилія | Це незавершена стаття з географії Бразилії. Ви можете допомогти проєкту, виправивши або дописавши її. |